# Romagny (Mancha)
Romagny foi uma comuna francesa na região administrativa da Normandia, no departamento da Mancha. Estendia-se por uma área de 29,46 km², com 1 009 habitantes, segundo os censos de 1999, com uma densidade de 34 hab/km².
Em 1 de janeiro de 2016, passou a formar parte da nova comuna de Romagny Fontenay.